# Décès en 1223
Décès
- 1219
- 1220
- 1221
- 1222
- 1223
- 1224
- 1225
- 1226
- 1227

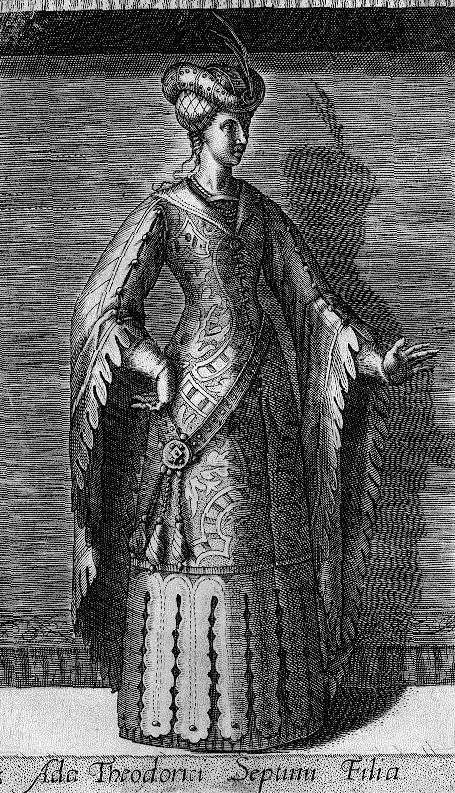
Ada de Hollande, morte en 1223.

Cette page dresse une liste de personnalités mortes au cours de l'année 1223 :
- 11 janvier : Aldobrandino Caetani, cardinal-diacre de S. Eustachihio, cardinal-prêtre de S. Susanna
cardinal-évêque de Sabina.
- 8 mars : Vincent Kadlubek, évêque de Cracovie et chroniqueur polonais[1].
- 18 mars : Raoul de Cierrey, évêque d’Évreux.
- 25 mars : Alphonse II le Gros[2], roi de Portugal.
- 3 avril : Raymond-Roger de Foix, comte de Foix.
- 7 avril : Bermond Cornut, prévôt (en 1202) du  chapitre cathédral de Saint-Sauveur à Aix-en-Provence, évêque de Fréjus, puis archevêque d'Aix-en-Provence.
- 2 juin : Mstislav III Boris de Kiev, Grand-prince du Rus' de Kiev de la dynastie des Riourikides.
- 14 juillet : Philippe Auguste, roi de France.
- 5 décembre : Otto von Lobdeburg, évêque de Wurtzbourg.

- Ada de Hollande, comtesse de Hollande.
- Gedko Sasinowic, scolastique et évêque de Płock.
- Uc Brunenc, noble et troubadour originaire du comté de Rodez dans le Rouergue.
- Georges IV de Géorgie, roi de Géorgie.
- Guillaume de Peyre, évêque de Mende.
- Guillaume de Seignelay, évêque d'Auxerre puis évêque de Paris.
- Ibn Qudama Al-Maqdisi, théologien musulman du madhhab hanbali, auteur de nombreux livres de jurisprudence islamique doctrine hanbalite.
- Muqali, membre de la tribu des Djalayir, compagnon d'armes de Gengis Khan et par la suite son général.
- Sanche de Roussillon, prince aragonais, comte de Cerdagne, comte de Provence et comte de Roussillon.
- Gilbert de Strathearn, 3e comte de Strathearn.
- Unkei, sculpteur japonais d’images bouddhiques (busshi).

## Crédit d'auteurs
- Cet article est partiellement ou en totalité issu de l'article intitulé « 1223 » (voir la liste des auteurs).